# Capitão de Campos
Capitão de Campos este un oraș în Piauí (PI), Brazilia.